# Ove Nathan
Ove Heymann Nathan (født 12. januar 1926 i København, død 7. februar 2002) var en dansk fysiker og professor.
Ove Nathan var søn af grosserer Frits Nathan (død 1942) og hustru Amelie, født Friedmann (død 1965). Under Besættelsen måtte han flygte til Sverige, hvor han blev student fra Den danske skole i Lund 1944. Han blev cand.polyt. i 1952 og var fra 1953 knyttet til Niels Bohr Institutet, hvor han har ydet betydelige bidrag til den eksperimentelle kernefysik, blandt andet til udbygning af Aage Bohrs og Ben Roy Mottelsons teorier. Han blev dr.phil. i 1964, professor i 1970 og var 1982-94 rektor ved Københavns Universitet.
Nathan deltog i den danske debat om atomkraften i 1970'erne med en åben, men skeptisk holdning. Hans engagement fortsatte i det efterfølgende årti, hvor han gik ind i den internationale debat om atomvåben og menneskerettigheder. Han havde kontakter til sovjetiske videnskabsmænd og politikere og bidrog derigennem til frigivelsen af Andrej Sakharov i 1987 fra hans tvungne eksil i Gorkij, som han havde befundet sig i siden 1980.
Som et kuriosum kan nævnes at der på Det Humanistiske Fakultet i perioden 1988-2003 eksisterede en cafe, Cafe Ove, opkaldt efter Ove Nathan.
Han blev gift 7. april 1956 med Marianne, født Holm, datter af professor, dr.med., øjenlæge Ejler Holm (død 1966) og hustru læge Bodil Holm, født Wandall (død 1968).

## Udvalgte publikationer
- Nuclear Quadrupole and Octupole Vibrations (disputats, 1964)
- Egne veje (erindringer, 1998)
- Den harmoniske begejstring: fysikkens natur — naturens fysik (1999, s.m. Henrik Smith)
- Stakkels Einstein og andre fortællinger om fysik (2000)
- Verden er kaotisk (2002)